# Bohynka
Bohynka či boginka je zlá víla ve slovenském folklóru, podobná české divožence. Věřilo se na ně především v Zamaguří, ale také na Oravě a Spiši.
Jsou popisovány jako ošklivé, vysoké a hubené ženy, které si, přehazují prsa přes ramena. Dále mají střapaté dlouhé vlasy, často dosahující až po paty a mohou kulhat či šilhat. Oblékají se do cárů či chodí zcela nahé. Obývají díry ve skalách a lesích, křoviny a močály. K lidem se chovaly zlovolně, obzvlášť nebezpečné byly šestinedělkám, kterým kradli děti a podvrhovali za svá, zvaná bogyňče či premieň. V Jezerském jezeru ve Spišské Maguřes nimi žili také bogyňozi, podobní tvorové mužského pohlaví.
Podobné bytosti jsou známy v Polsku kde se nazývají boginje nebo bogieńki, a jsou spojovány se Sudičkami. Jejich podvržené děti se nazývají odminok.